# C. Rossler Manufacturing Company
C. Rossler Manufacturing Company war ein US-amerikanischer Hersteller von Automobilen.

## Unternehmensgeschichte
Das Unternehmen wurde 1903 in Buffalo im US-Bundesstaat New York gegründet. Die Buffalo Times berichtete am 30. März 1903 darüber. Zunächst stellte es Karosserien her. 1906 trat William A. de Schaum ins Unternehmen ein. Er hatte vorher mit der Schaum Automobile & Motor Manufacturing Company Fahrzeuge hergestellt. Er stellte im März 1906 das erste Auto her. Damit begann die Produktion von Automobilen. Der Markenname lautete Rossler. De Schaum war unzufrieden, verließ das Unternehmen und gründete daraufhin die De Schaum Motor Syndicate Company. 1908 endete die Produktion bei Rossler.

## Fahrzeuge
Im Angebot standen Highwheeler. Mit den großen Rädern eigneten sie sich für die damaligen schlechten Straßen. Der Einzylindermotor war wassergekühlt. 101,6 mm Bohrung und 127 mm Hub ergaben 1030 cm³ Hubraum. Er war mit 10/12 PS Leistung angegeben. Die Motorleistung wurde über eine Kette an die Hinterachse übertragen. Der Aufbau war ein Runabout mit zwei Sitzen. Das Leergewicht war mit 272 kg angegeben. Typisch für diese Fahrzeugart waren die Vollgummireifen.